# Harjukari
Harjukari är en ö i Finland. Den ligger i Bottenhavet och i kommunen Björneborg i den ekonomiska regionen  Björneborgs ekonomiska region i landskapet Satakunta, i den sydvästra delen av landet. Ön ligger omkring 12 kilometer väster om Björneborg och omkring 230 kilometer nordväst om Helsingfors.
Öns area är 1,1 hektar och dess största längd är 460 meter i sydöst-nordvästlig riktning. I omgivningarna runt Harjukari växer i huvudsak blandskog.